# Acroria pulchra
Acroria pulchra är en fjärilsart som beskrevs av Heinrich Benno Möschler 1888. Acroria pulchra ingår i släktet Acroria och familjen nattflyn. Inga underarter finns listade i Catalogue of Life.